# Calliope Tsoupaki
Calliope Tsoupaki (Grieks: Καλλιόπη Τσουπάκη) (Piraeus, 27 mei 1963) is een Grieks componiste en pianiste, die in Nederland van 2018 tot 2021 de titel had van "Componist des Vaderlands".

## Biografie
Calliope Tsoupaki studeerde piano en muziektheorie aan het Hellinikon Conservatorium te Athene en compositie bij Yannis Ioannidis. Ze rondde haar studie in 1982 af bij Louis Andriessen aan het Koninklijk Conservatorium in Den Haag.
Na haar studies verhuisde Tsoupaki in 1988 naar Amsterdam, waar ze een carrière als pianist en componist begon. Haar werk wordt zowel in Europa als in de Verenigde Staten uitgevoerd en klinkt ook op internationale muziekfestivals. In 1993 woonde en werkte ze in Boedapest tijdens een verblijf van drie maanden voor Les pépinières européennes pour jeunes artistes. In 2007 werd ze docent aan het Koninklijk Conservatorium.
Op 25 november 2018 werd ze geïnstalleerd als Componist des Vaderlands, een functie waarin ze twee jaar lang fungeert als ambassadrice van nieuwe Nederlandse klassieke muziek, als opvolger van Mayke Nas; in november 2020 is Tsoupaki in verband met de coronapandemie verzocht nog enige tijd de functie te blijven vervullen.
In haar werk laat Tsoupaki zich beïnvloeden door zowel de Griekse traditie als de oude muziek. Haar bekendste werk, het oratorium St. Luke’s Passion, combineert de contrasterende werelden van de West-Europese eigentijdse klassieke muziek en de Byzantijnse muziek van Oost-Europa. Ze componeerde ruim honderd werken in vele genres: solo-, orkest- en kamermuziek, vocale muziek, dans- en theatermuziek, opera en oratorium. Ze kiest vaak voor bijzondere instrumenten, zoals qanûn, ney, kemençe, draailier, viola da gamba en panfluit. In 2021 werd de Matthijs Vermeulenprijs aan haar toegekend voor Thin Air 

## Oeuvre (selectie)
- Music for Saxophones (1989)
- When I Was 27 (Στα 27 μου χρόνια) voor altviool en contrabas (1990)
- Sappho's Tears voor vrouwenstem, tenorblokfluit en viool (1990)
- ' 'Ananda' ' voor piano (1992, geschreven voor de pianist Ananda Sukarlan )
- Medea (Μήδεια), toneelmuziek voor altviool en 3 vrouwenstemmen op tekst van Euripides (1996)
- Hippolutos, toneelmuziek (1996)
- Calliope voor fluitsolo (1998)
- Enigma voor solo-altviool (1999)
- Viaje a la luna, toneelmuziek (1999)
- The Face of Love, 9 Griekse liederen (1995-1999)
- Vita Nova, kameropera voor solostem, barokviool, viola da gamba en klavecimbel (2004)
- Dark, opera (2002)
- Dithyrambos voor slagwerk (2005)
- Thyestes voor bariton en orkest (2005)
- St. Luke's Passion, oratorium (2008)
- Edem voor koor en kamerensemble (2008)
- Maria, oratorium (2012)
- Triptychon voor strijkkwartet en klarinet (2005-2013)
- Narcissus, multisensorisch spel voor muziek en geuren (2013)
- Oidípous, oratorium (2014)
- Mariken in de tuin der lusten, opera (2015)
- Fortress Europe, opera (2017)
- Tragoudi, concert voor klarinet, trompet en orkest (2018)
- Salto di Saffo, concert voor blokfluit, panfluit en orkest (2018)

## Discografie (selectie)
- Syrinx Saxophone Quartet
- Calliope Tsoupaki: St. Luke's Passion Etcetera Records (2010)[7]
- Vintage Brisk (2007)
- Black Moon (2012) Trytone 2022[8]